# 말레이시아 필하모닉 오케스트라
말레이시아 필하모닉 오케스트라(Malaysian Philharmonic Orchestra)는 쿠알라룸푸르를 본거지로 하고 있는 말레이시아의 대표적인 관현악단이다.
1998년에 말레이시아 국영 석유회사인 페트로나스가 거액의 자금을 들여 창단했으며, 그 해 8월 17일에 창단 연주회를 개최했다. 초대 음악 감독으로는 네덜란드 출신의 케이스 바켈스가 임명되었고, 이외에도 세계적인 지휘자나 독주자들이 계속 초빙되어 공연하면서 단기간에 명성을 얻게 되었다. 바켈스 외에는 전임 지휘자로 중국계 말레이시아인 지휘자인 다투크 우이 챈 시가 임명되어 2005년까지 활동했고, 부지휘자로는 영국 출신의 케빈 필드가 1999년부터 현재까지 활동하고 있다.
창단 때부터 최고 수준의 연주 활동을 목표로 말레이시아에 국한하지 않고 전 세계의 유능한 연주자들을 대거 섭외해 화제가 되었으며, 지금도 단원들의 대다수는 외국인들이다. 창단 초기부터 싱가포르 등 인근 국가에서 연주회를 열었으며, 2001년에 첫 해외 순회 공연을 일본과 한국에서 개최했다. 2004년에는 오스트레일리아에서 순회 공연을 가졌으며, 2007년에는 중화민국의 타이베이와 타이중에서 공연했다.
녹음 활동도 악단 자체 음반사와 스웨덴의 비스, 미국의 복스, 낙소스 등에서 진행하고 있으며, 바흐와 글라주노프, 시벨리우스, 드보르자크, 랄로, 리하르트 슈트라우스, 하차투리안 등의 관현악 작품과 협주곡 음반들이 발매되고 있다.
주요 공연장은 페트로나스 트윈 타워의 중간 부지에 건설된 데완 필하모니크 페트로나스(페트로나스 필하모닉 홀)를 사용하고 있으며, 정기 연주회는 매주 금요일부터 일요일까지 3일 동안 진행하고 있다. 이외에도 악단 단원들의 실내악 공연도 개최되고 있다. 바켈스는 2005년에 사임한 후 계관 지휘자 칭호를 수여받았으며, 후임으로 스위스 출신의 마티아스 바메르트가 상임 지휘자 겸 예술 고문 직책으로 취임해 현재까지 재직하고 있다.